# Neron
Lutius Domitius Ahenobarbus Nero Claudius Caesar, bolj znan kot Neron, * 15. december 37, † 9. junij 68, četrti in zadnji rimski cesar julijsko-klavdijske dinastije med letoma 54 in 68.

## Neronov nastop vlade
Za vzpon na oblast se Neron lahko zahvali svoji neutrudni in vplivni materi Juliji Agripini mlajši, sestri Gaja Kaligule. Njegov oče Gnej Domicij Ahenobarb je pripadal stari plemiški družini. Ko je umrl, se je Agripina leta 49 (leto prej je bila usmrčena Valerija Mesalina) poročila s stricem Klavdijem in dosegla, da je cesar Lucija posinovil. Leta 54, ko je bil Klavdij usmrčen, je pretorijanski prefekt Sekst Bur za naslednika razglasil Nera in ne pravega Klavdijevega sina Britanika.

## Neronova notranja politika
Ob nastopu vlade je imel cesar šele 17 let, zato sta državo dejansko vodila Bur in Neronov učitelj filozof Seneka. V tem smislu lahko prva Neronova leta označimo kot liberalno obdobje s spoštovanjem republikanskih demokratičnih svoboščin. Toda po smrti Agripine leta 59 in obeh glavnih akterjev v državi leta 62 se je začela doba Neronove absolutistične vladavine v stilu Julija Cezarja. Ne glede na cesarjevo očitno nezmožnost vladanja je uprava v provincah potekala nemoteno.
Rimski imperij je v Neronovem času zapadel v prvo resno krizo. Leta 60 je v Britaniji potekal velik upor britanskih plemen pod vodstvom kraljice Boadiceje, ki so ga Rimljani le stežka zadušili. V šestdesetih letih je potekala težka vojna s Parti, ki so pod bojevitim kraljem Vologasom II. napadali Armenijo in Sirijo. Rimljani so zmagali in leta 66 je Neron v Rimu svečano okronal Tiridata za novega armenskega kralja. Veliko krizo je povzročil tudi požar v Rimu leta 64, ki je uničil domala celo mesto. Antični pisci brez izjeme krivdo za požig pripisujejo cesarju, čeprav gre najbrž le za klevete. Glede na način gradnje   (ozke ulice, lesene hiše) je bil požar samo vprašanje časa in bi lahko izbruhnil že veliko prej. Neron je pomagal ljudem po katastrofi. Res pa je, da je v sklopu obnovitvenih del veliko mestnega ozemlja porabil za gradnjo cesarske Zlate palače, ene najpomembnejših arhitekturnih dosežkov zgodnjega cesarskega obdobja.

## Neronov padec
Ker je cesar neusmiljeno preganjal aristokracijo, je bilo samo vprašanje časa, kdaj bo skovala zaroto. Odločilno je bilo leto 68, ko sta se mu uprla Galec Vindeks in guverner province Tarakonske Hispanije Servij Sulpicij Galba. Neron je upor z vojsko skoraj popolnoma zatrl, vendar Galbi ni zadal odločilnega udarca in se je predal malodušju. Njegovi sodelavci so ga postopoma zapuščali, pretorijanska garda pa je za cesarja priznala Galbo. Neron se je z najtesnejšimi prijatelji umaknil na podeželje in 9. junija 68 storil samomor. Bil je zadnji Avgustov potomec.
Po njegovi smrti je nastopilo nemirno leto štirih cesarjev.